# Культурные ареалы Америки
Американский континент подразделяется на следующие культурно-исторические регионы.

## Северная Америка

### США и Канада
- Арктика
- Субарктика
- Калифорния (штат США, частично Нижняя Калифорния)
- Северо-восточный Вудленд
- Большой Бассейн
- en:Intermontane Plateaus — Межгорные плато
- en:Northwest Coast — Северо-западное побережье
- Великие равнины
- Southeast — Юго-восток США (в том числе Эверглейдс)
- Southwest — Юго-запад США (в том числе en:Oasisamerica, Оазисамерика)

### Центральная Америка
- Аридоамерика
- Месоамерика
- Карибы = Вест-Индия
- Истмо-Колумбия

Некоторые исследователи дополнительно выделяют:
- en:Bajío — Бахио
- en:Intermediate Area — Промежуточная зона

## Южная Америка
- Анды
- en:Sub-Andean — Суб-Анды
- en:Western Amazon — Западная Амазония
- en:Central Amazon — Центральная Амазония
- en:Eastern and Southern Amazon — Восточная и Южная Амазония
- Гран-Чако
- Южный Конус (в том числе Патагония)